# Solanum cajanumense
Solanum cajanumense är en potatisväxtart som beskrevs av Carl Sigismund Kunth. Solanum cajanumense ingår i släktet skattor som ingår i familjen potatisväxter. IUCN kategoriserar arten globalt som nära hotad. Inga underarter finns listade i Catalogue of Life.